# Shrek 3-D
Shrek 3-D (znany również jako Shrek 4-D oraz Shrek adventure, 2003) – amerykański krótkometrażowy film animowany wyprodukowany przez studio Universal Studios i zrealizowany w technologii 3D.

## Fabuła
Lord Farquaad zostaje połknięty przez Smoczycę, ale jego duch powraca z zaświatów. Z pomocą Teloniusza porywa Fionę, żeby zrzucić ją z wodospadu, by ta pośmiertnie mogła zostać jego żoną. Jednak Shrek i Osioł, z pomocą Smoczycy, ruszają na ratunek. Fiona, będąc już na tratwie zmierzającej w stronę wodospadu, nokautuje Teloniusza bolesnym uderzeniem w krocze. Ten z bólu wypada z tratwy. Gdy Fiona spada z wodospadu, a Lord myśli, że już po wszystkim, zjawia się Smoczyca, która ratuje Fionę i niszczy ducha ogniem. Film kończy się huczną imprezą wraz z Pinokiem, Ciastkiem, Świnkami i Ślepymi Myszkami.

## Obsada
- Mike Myers – Shrek
- Eddie Murphy – Osioł
- Cameron Diaz – Królewna Fiona
- John Lithgow – Duch Lorda Farquaada
- Conrad Vernon – Ciastek
- Cody Cameron – Pinokio / Trzy świnki
- Christopher Knights – Teloniusz / Trzy ślepe myszy(inne języki)

## Wersja polska
Opracowanie wersji polskiej: Start International Polska
Reżyseria: Joanna Wizmur
Dialogi polskie: Bartosz Wierzbięta
Dźwięk i montaż: Janusz Tokarzewski
Kierownik produkcji: Paweł Araszkiewicz
Wystąpili:
- Zbigniew Zamachowski – Shrek
- Jerzy Stuhr – Osioł
- Agnieszka Kunikowska – Księżniczka Fiona
- Adam Ferency – Duch Lorda Farquaada
- Zbigniew Konopka – Teloniusz
- Tomasz Bednarek – Ciastek
- Jarosław Domin – Pinokio

i inni